# Аршама
Аршама (Арсам) — персидский царь, правивший в Парсе с 590 по 550 год до н. э. Дед Дария I Великого.

### Происхождение
Древнеперсидское имя Аршама состоит из слов aršan «мужчина, герой» и ama «сила», и означает — «обладающий силой героя».
Имя Аршамы известно, в первую очередь из Бехистунской надписи, начертанной на скале по приказу Дария I. Согласно этой надписи Аршама являлся дедом Дария. Сам Дарий перечисляет своих предков следующим образом: «Мой отец — Виштаспа (Гистасп), отец Виштаспы — Аршама, отец Аршамы — Ариарамна, отец Ариарамны — Чишпиш (Теисп), отец Чишпиша — Хаксаманиш (Ахемен)». Геродот также называет Аршаму (Арсама) сыном Ариарамны (Ариарамна) и внуком Чишпиша (Теиспа).
В настоящее время наука предполагает, что Аршама и его отец Ариарамна были мелкими князьками, правившими неким регионом в Фарсе (Персиде). Правление их проходило параллельно правлению в Аншане их родственников Кира I и Камбиса I. 
Короткий древнеперсидский текст, начертанный на золотой пластине, предположительно найденный в Хамадане (древние Экбатаны), гласит:

«Аршама, великий царь, царь царей, царь Персии, сын царя Ариарамны из Ахеменидов. Царь Аршама говорит: великий бог Ахурамазда, самый большой из богов, поставил меня царём. Он дал мне землю Парсы, с хорошими людьми, с хорошими лошадьми. По милости Ахурамазды я держу эту землю. Пусть Ахурамазда защитит меня и мой царский дом, и пусть он защитит эту землю, которой я владею».— Надпись на золотой пластине Хамадана
Однако из-за анахронизмов, присутствующих в тексте, он не может быть признан в качестве современного Аршаме документа. Скорее всего, это подделка, сфабрикованная либо ещё в древности (возможно, в IV веке до н. э.), либо в Новое время. 
Аршама взошёл на трон примерно в 590 году до н. э., и дожил до воцарения своего внука Дария I в 522 году до н. э.; таким образом, он, должно быть, прожил не менее девяноста лет и должен был быть одним из старейших царских особ в мире, живших в то время. Дарий упоминал, что тот «всё ещё живёт» в надписи из царского дворца в Сузах, строительство которого не могло быть начато ранее 520 года до н. э.: 

«Царь Дарий говорит: Ахурамазда, величайший из богов, создал меня, сделал меня царём, даровал мне это царство большое, обладающее хорошими лошадьми, обладающее хорошими людьми. По милости Ахура-Мазды мой отец Гистасп и мой дед Аршама оба жили, когда Ахура-Мазда поставил меня царём на этой земле».— Надпись на закладной табличке из Суз
Тот факт, что он назвал своего сына Виштаспой (Гистаспом), именем, которое носил Виштаспа — царственный покровитель Заратуштры, может указывать на то, что зороастризм к его времени был принят семьей Ахеменидов.
| Ахемениды                 |                                            |                          |
| Предшественник: Ариарамна | персидский царь ок. 590—550 годов до н. э. | Преемник: Кир II Великий |